# Oxyopes elegans
Oxyopes elegans es una especie de araña del género Oxyopes, familia Oxyopidae. Fue descrita científicamente por L. Koch en 1878.
Habita en Australia (Nueva Gales del Sur, Territorio del Norte, Queensland, Victoria).